# Khim Borey
Khim Borey (tiếng Khmer: ឃឹម បូរី, sinh ngày 29 tháng 9 năm 1989) là một cầu thủ bóng đá người Campuchia người đang chơi cho câu lạc bộ Phnom Penh Crown FC ở giải bóng đá quốc gia Campuchia và là thành viên của đội tuyển bóng đá quốc gia Campuchia. Năm 2013, anh được bình chọn là cầu thủ xuất sắc nhất Đông Nam Á.

## Sự nghiệp
Sự nghiệp thi đấu của Khim Borey được bắt đầu từ khá sớm khi anh mới 17 tuổi trong màu áo của đội tuyển Bộ Quốc phòng (National Defense Ministry) và cũng giành được Hun Sen Cup cùng với đội bóng này vào năm 2010.
Sau đó, Khim Borey chuyển sang Phnom Penh Crown và về nhì trong giải đấu AFC President's Cup (1 giải đấu trực thuộc AFC dành cho các CLB nhỏ mới nổi). Hiện tại anh đang thi đấu cho 1 CLB ở Thái Lan - Sisaket F.C, dưới dạng cho mượn.
Đến năm 2013, anh đã ghi được 10 bàn thắng trong tổng số 26 lần ra sân trong màu áo đội tuyển Campuchia và được bạn bè quốc tế đánh giá khá cao về mặt chuyên môn.

## Bàn thắng quốc tế
| #   | Ngày                 | Địa điểm                                                            | Đối thủ    | Bàn thắng | Kết quả | Giải đấu                   |
| --- | -------------------- | ------------------------------------------------------------------- | ---------- | --------- | ------- | -------------------------- |
| 1.  | 25 tháng 8 năm 2008  | Sân vận động Gelora Bung Karno, Jakarta, Indonesia                  | Myanmar    | 1–1       | 1–7     | Cúp Độc lập Indonesia 2008 |
| 2.  | 17 tháng 10 năm 2008 | Sân vận động Olympic, Phnôm Pênh, Campuchia                         | Lào        | 1–0       | 3–2     | Vòng loại AFF Cup 2008     |
| 3.  | 19 tháng 10 năm 2008 | Sân vận động Olympic, Phnôm Pênh, Campuchia                         | Đông Timor | 1–2       | 2–2     | Vòng loại AFF Cup 2008     |
| 4.  | 25 tháng 10 năm 2008 | Sân vận động Olympic, Phnôm Pênh, Campuchia                         | Brunei     | 2–1       | 2–1     | Vòng loại AFF Cup 2008     |
| 5.  | 9 tháng 12 năm 2008  | Sân vận động Jalak Harupat, Bandung, Indonesia                      | Myanmar    | 2–2       | 2–3     | AFF Cup 2008               |
| 6.  | 24 tháng 10 năm 2010 | Sân vận động Quốc gia Lào mới, Viêng Chăn, Lào                      | Đông Timor | 1–1       | 4–2     | Vòng loại AFF Cup 2010     |
| 7.  | 24 tháng 10 năm 2010 | Sân vận động Quốc gia Lào mới, Viêng Chăn, Lào                      | Đông Timor | 2–1       | 4–2     | Vòng loại AFF Cup 2010     |
| 8.  | 24 tháng 10 năm 2010 | Sân vận động Quốc gia Lào mới, Viêng Chăn, Lào                      | Đông Timor | 3–1       | 4–2     | Vòng loại AFF Cup 2010     |
| 9.  | 16 tháng 2 năm 2011  | Sân vận động Campo Desportivo, Ma Cao                               | Ma Cao     | 2–3       | 2–3     | Vòng loại AFF Cup 2012     |
| 10. | 9 tháng 10 năm 2012  | Sân vận động Thuwunna, Yangon, Myanmar                              | Brunei     | 2–3       | 2–3     | Vòng loại AFF Cup 2012     |
| 11. | 5 tháng 6 năm 2015   | Sân vận động Thể thao Kỷ niệm Nhà vua Rama IX, Nonthaburi, Thái Lan | Myanmar    | 1–0       | 1–0     | Giao hữu                   |

## Danh hiệu

### Câu lạc bộ
National Defense Ministry
- Cúp Hun Sen: 2010

Phnom Penh Crown
- Cúp Chủ tịch AFC 2011: Á quân
- Giải vô địch bóng đá Campuchia: 2014

### Cá nhân
- Chiếc giày vàng Giải vô địch bóng đá Campuchia: 2008